# Jorge Payá
Pour les articles homonymes, voir Paya.
Jorge Payá Rodríguez (né le 10 juillet 1963 à Manrèse) est un joueur de water-polo espagnol.
Il remporte la médaille d'or lors des Jeux olympiques de 1996 à Atlanta et la médaille d'argent aux Championnats du monde de 1994.